# 公正会
公正会（こうせいかい、旧字体：公󠄁正會）は、かつて日本の帝国議会に存在した院内団体。衆議院と貴族院に別の時期に別個に存在していた。

## 公正会 (衆議院)
公正会（こうせいかい）は、大正期の衆議院に存在した院内交渉団体（1916年11月25日－1917年1月25日）。
第2次大隈内閣の内閣総辞職後における旧与党結集（憲政会結成）に参加しなかった公友倶楽部の下岡忠治ら27名と中正会の花井卓蔵ら9名が合同して結成する。だが、翌年の衆議院解散に伴い、会も解散して全員無所属となったが、第13回衆議院議員総選挙後に一部は維新会結成に参加している。

## 公正会 (貴族院)
公正会（こうせいかい）は、大正・昭和期の貴族院に存在した院内会派（1919年6月5日－1947年5月2日）。
明治以来、木曜会の設立など男爵議員の糾合の動きはあったものの、失敗に終わっていた。1919年、茶話会・土曜会・無所属団に所属する男爵議員がそれぞれの会派から離脱し、男爵議員の総結集を目指して計68名（男爵議員63名・勅選議員5名）で公正会が結成された。結成時の幹事は黒田長和・郷誠之助・岩倉道倶・阪谷芳郎・山内長人・内田正敏・坂本俊篤・平野長祥・島津久賢の計9名。この動きによって既存会派の多くが所属議員数を減らし、院内会派の再編成に至った。研究会を模して決議拘束主義を採用し、選挙母体として五全会後に協同会を組織した。1922年に中川良長の除名問題を機に親立憲政友会派議員が公正会を離脱し、研究会内に残留していた男爵議員と合流して親和会を結成（後に研究会と合併）するが、1925年の互選で公正会の候補に議席を奪われて壊滅した。
1925年以後、男爵互選議員の全員が公正会所属となり、研究会に次ぐ68名ないし69名の議員を常時維持した。当初は反研究会・反立憲政友会の立場から憲政会→立憲民政党と結びついていたが、1926年に内紛が発生し、その結果決議拘束主義が撤廃された。昭和期に入ると、退役軍人出身議員が主導的な地位を占める。天皇機関説事件で美濃部達吉糾弾に活躍した3名の退役軍人出身議員（菊池武夫・井上清純・井田磐楠）はいずれも公正会所属議員であった。日本国憲法施行に伴う貴族院廃止によって解散された。